# Lösch- und Rettungszug (BLS)

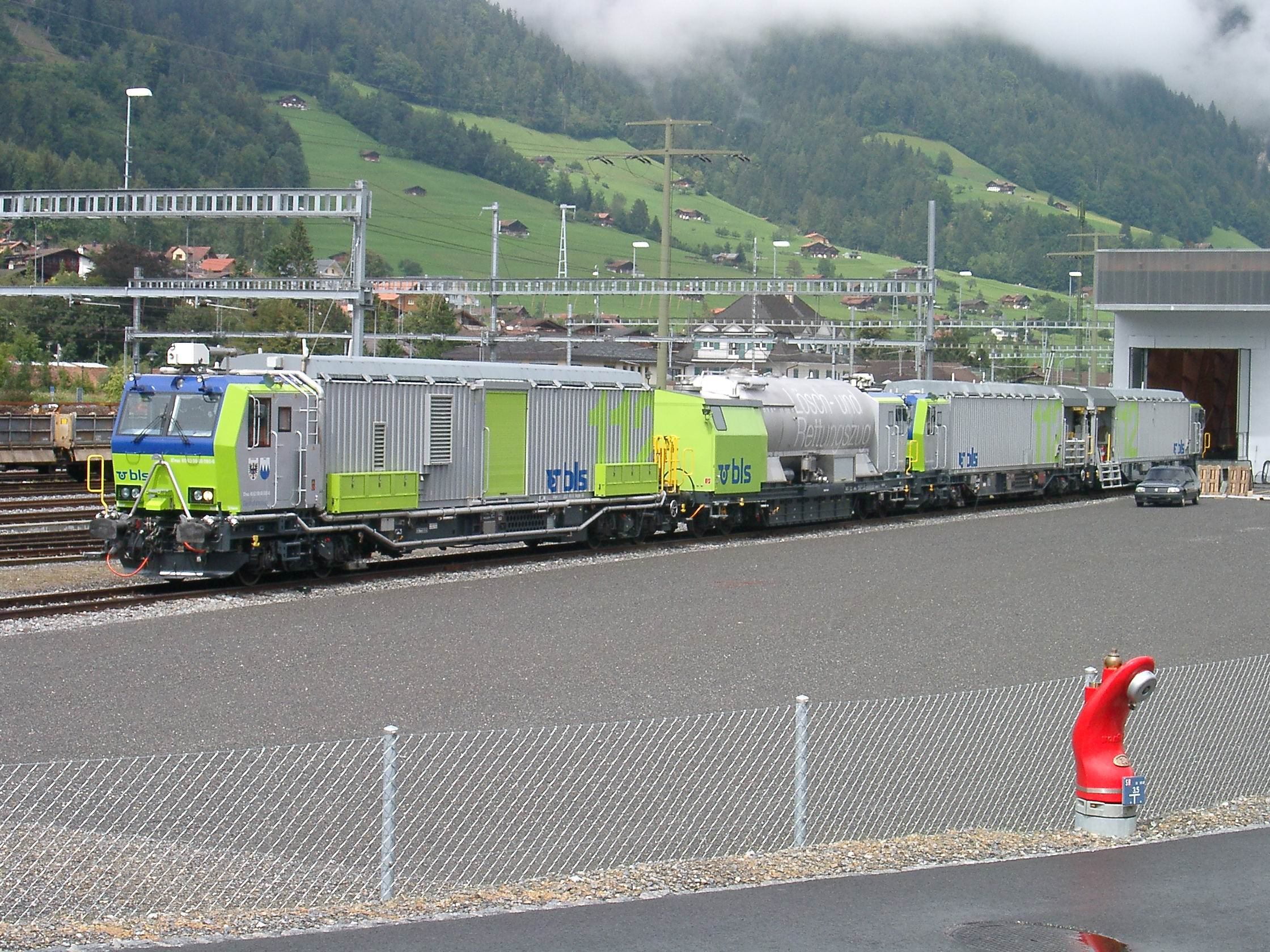
Der LRZ der BLS vor dem Interventionszentrum in Frutigen

Der Lösch- und Rettungszug (LRZ) der BLS AG (auch LRZ 04 genannt) ist ein schienengebundenes, selbstfahrendes Rettungsmittel, das im Hinblick auf die Inbetriebnahme des Lötschberg-Basistunnels beschafft wurde.
Die Hauptaufgaben des LRZ 04 sind die Brandbekämpfung und die Personenrettung im Lötschberg-Basistunnel. Er eignet sich aber auch für andere Lösch- und Rettungsarbeiten auf oder unmittelbar neben dem normalspurigen Streckennetz der BLS AG und anderer schweizerischer Streckenbetreiber.
Der LRZ 04 wurde 2004 in Dienst gestellt und hat den 1979 beschafften LRZ 76 ersetzt. Die SBB beschafften ebenfalls eine baugleiche Einheit, welche allerdings nur ein Rettungsfahrzeug besitzt. Dieser LRZ ist in Brig stationiert.

## Allgemeines

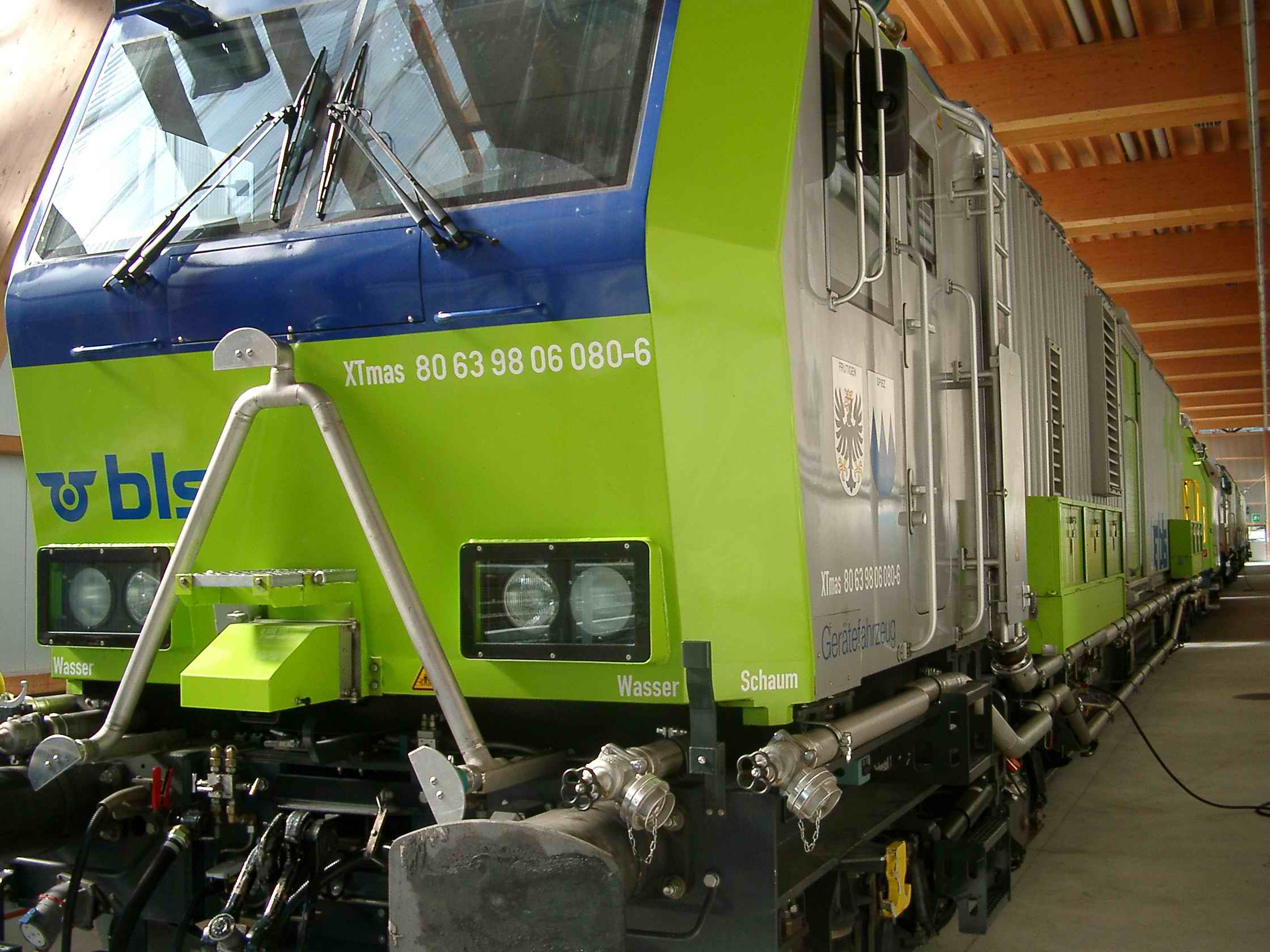
Der LRZ der BLS im Interventionszentrum in Frutigen

Der LRZ 04 besteht aus einem Gerätefahrzeug, einem Tanklöschwagen, sowie zwei Rettungsfahrzeugen. Die Einsatzrichtung (= Gerätefahrzeug vorne) ist auf den Lötschberg-Basistunnel ausgerichtet.
Zugzusammenstellug (vorne – hinten):
Gerätefahrzeug – Tanklöschwagen – Rettungsfahrzeug I – Rettungsfahrzeug II.
Im Einsatzfall fährt der LRZ 04 immer im Verbund mit allen vier Einheiten. Während die Rettungsfahrzeuge und der Gerätewagen einen eigenen Antrieb besitzen, hat der Tankwagen als einziges Fahrzeug keinen eigenen Fahrantrieb.

## Technik
Die Einheiten sind mit einer Schraubenkupplung nach UIC verbunden und zum Bremsen mit Druckluftschläuchen gekoppelt. Zusätzlich verlaufen durch alle Einheiten eine Ringleitung und ein Zugbus. Der Zugbus verbindet die Steuerungen der einzelnen Fahrzeuge und ermöglicht so eine Bedienung von jedem der vier Führerstände aus. Über die Ringleitung erfolgt die Versorgung mit Strom aus einem Generator. Ausserhalb des Fahrbetriebes lässt sich die Ringleitung an den Fahrzeugenden auftrennen und an eine stationäre Stromversorgung mit 400 V / 230 V 50 Hz AC anschliessen.
Der Antrieb erfolgt bei allen drei angetriebenen Fahrzeugen mit je 2 Powerpacks (Dieselmotor mit Turbolader, Automatikgetriebe mit eingebautem Retarder und Kühlsystem) nach EURO-3-Norm. Jeweils eine Achse der beiden Drehgestelle wird über Gelenkwellen angetrieben. Mit je 315 kW Leistung in den Rettungsfahrzeugen sowie dem Gerätefahrzeug darf der LRZ 04 maximal 100 km/h schnell fahren.
Das Gerätefahrzeug und der Tanklöschwagen bilden eine nicht trennbare Einheit (den Löschzug), wohingegen die beiden Rettungsfahrzeuge (der Rettungszug) während des (Lösch-)Einsatzes vom Löschzug abgetrennt werden können und die Einsatzstelle auch einzeln mit Geretteten verlassen können.
So sind folgende Betriebsarten möglich:
- Fahren im Verbund (Gerätefahrzeug + Tanklöschwagen + Rettungsfahrzeug I + Rettungsfahrzeug II)
- Fahren im Einzelbetrieb (Rettungsfahrzeug I und II im Shuttlebetrieb)
- Fahren in Master/Slave-Kombination (Gerätefahrzeug mit Tanklöschwagen)
- Fahren in einem Zug (Schleppbetrieb)

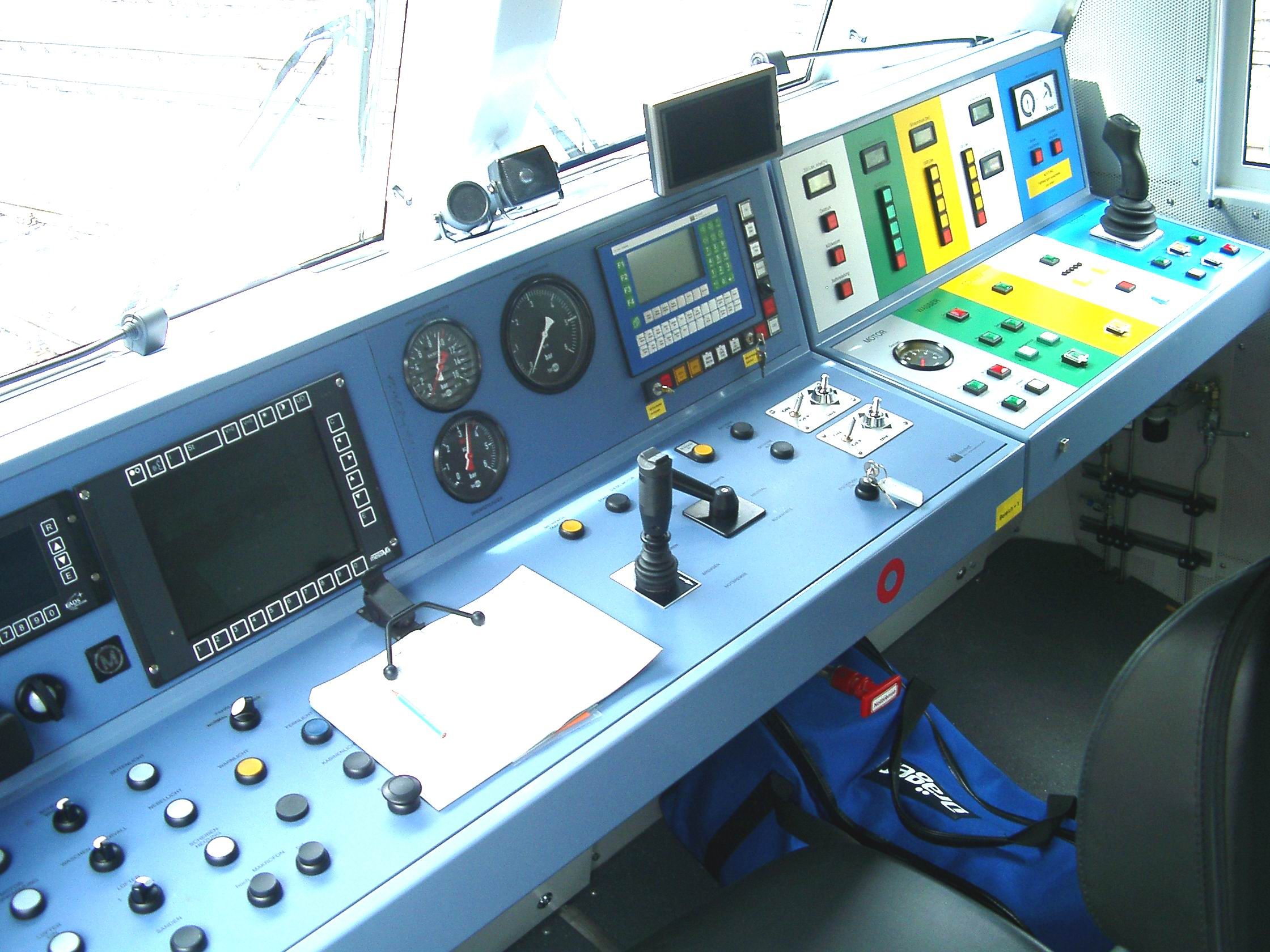
Einer der Führerstandskabinen mit Bedienplatz für Lokführer (links) und Löschtechnik (rechts)

Alle vier Führerstandskabinen und beide Rettungscontainer sind luftdicht ausgeführt und verfügen über eine Atemluftversorgung, welche einen Überdruck erzeugt. In den Führerstandskabinen des Gerätefahrzeuges und des Tanklöschwagens befinden sich auch die Bedienelemente für Feuerlöschtechnik. In allen Führerstandskabinen und auf dem gesamten Zug verteilt sind Atemluft-Anschlüsse zum direkten Anschluss von Atemschutzmasken vorhanden.
Der gesamte Atemluftvorrat des Zuges beträgt rund 2 Mio. Liter und wird in 50-l-Speicherflaschen mit 300 bar Druck gelagert. Die theoretische Einsatzdauer beträgt mindestens 4,5 Stunden.
Verteilung der Speicherflaschen:
- Gerätefahrzeug 36 Atemluftflaschen
- Tanklöschwagen 24 Atemluftflaschen
- 2 Rettungsfahrzeuge je 36 Atemluftflaschen

Jede Flasche speichert beim Nennüberdruck 15 m3 Luft, die Summe von 132 Flaschen hält 1980 Kubikmeter Luft.

## Standort
Zunächst war der LRZ 76 und später der LRZ 04 in Spiez stationiert. Seit Juni 2007 ist der LRZ 04 im Interventionszentrum der BLS in Frutigen stationiert. Einzigartig in der Schweiz ist die gemeinsame Nutzung des Interventionszentrums zusammen mit der Stützpunkt-Feuerwehr Frutigen, die grosse Teile des Gebäudes als Feuerwehrhaus nutzt.

## Besatzung
Das Kader besteht aus 15 hauptamtlichen Einsatzleitern der Feuerwehr BLS, von denen an 365 Tagen jeweils 24 Stunden drei Einsatzleiter in Frutigen ihren Dienst versehen, um im Einsatzfall die Chargen „Einsatzleiter Infrastrukturbetreiber“, „Einsatzleiter Tunnel“ und „Einsatzleiter Sonderstützpunkt Bahnanlagen“ zu besetzen. Zusätzlich stehen Offiziere aus den Bahnstützpunkt-Feuerwehren Frutigen und Spiez für Abschnittsleitungen wie z. B. „Front“, „Sicherheit“, „Rettung“ oder "Brand" zur Verfügung.
Das untere Kader und die Mannschaft bestehen aus den Bahnstützpunkt-Feuerwehren Frutigen und Spiez. Die Feuerwehr BLS stellt stets den diensthabenden Bereitschaftslokführer für den LRZ, welcher ständig im Interventionszentrum vorgehalten wird.
Sämtliche Angehörige der Feuerwehr (AdF), die mit dem LRZ 04 ausrücken, haben eine Zusatzausbildung als Tunnelspezialisten. Voraussetzung zur Ausbildung zum Tunnelspezialisten ist die Mitgliedschaft in einer Bahnstützpunkt-Feuerwehr und die Befähigung zum Tragen von Atemschutz.
Die Ausbildung zum Tunnelspezialisten umfasst folgende Module:
- Modul 1: Ausbildung am Lösch- und Rettungszug (2 Tage) – Detailausbildung am LRZ 04
- Modul 2: Tunneleinsätze (2 Tage) – Praxisausbildung beim ICST im Versuchsstollen Hagerbach
- Modul 3: Ausbildung an den Tunnelanlagen und -systemen (2 Tage) – Detailausbildung im Lötschberg-Basistunnel
- Modul 4: Kaderschulung (4 Tage)

Im Modul Kaderschulung werden ebenfalls Führungskräfte von Polizei und Sanität aus den Kantonen Bern und Wallis in die Ausbildung integriert, um die gemeinsame operative Bewältigung von Grossereignissen zu trainieren.

## Alarmierung und Einsatzbereitschaft
Die Alarmierung erfolgt – wie bei allen Feuerwehr-Einsätzen im Kanton Bern – durch eine der drei Einsatzzentralen der Kantonspolizei Bern gleichzeitig über die in der Schweiz üblichen Systeme:
- analoge Funkmeldeempfänger
- digitale Meldeempfänger
- SMT (System für Mobilisierung mittels Telefon)

Der diensthabende Lokführer muss innerhalb von 5 Minuten beginnen, den LRZ 04 fahrbereit zu machen. Die Feuerwehr BLS und die AdF der Bahnstützpunkte nehmen mit fünf AdF die Feuerlöschtechnik, die Atemluftanlage und die Rettungstechnik in Betrieb.
Die Ausfahrbereitschaft des LRZ ist 15 Minuten nach Alarmierung mit etwa 15 bis 20 AdF vorgeschrieben.

## Technische Daten
|                                   | Gerätefahrzeug                      | Tanklöschwagen         | 2 Rettungsfahrzeuge                 |
| --------------------------------- | ----------------------------------- | ---------------------- | ----------------------------------- |
| Typ                               | XTmas                               | Xans                   | XTmas                               |
| Nummer alt                        | 80 63 98-06 080                     | 80 63 98-06 085        | 80 63 98-06 070 80 63 98-06 071     |
| Nummer neu (TSI)                  | 99 85 9173 080-4                    | 99 85 9373 085-1       | 99 85 9173 070-5 99 85 9173 071-3   |
| Spurweite                         | 1435 mm                             | 1435 mm                | 1435 mm                             |
| Länge über Puffer                 | 21 060 mm                           | 17 440 mm              | 21 060 mm                           |
| Maximale Breite                   | 2950 mm                             | 3106 mm                | 2890 mm                             |
| Gesamthöhe über Schienenoberkante | 4450 mm                             | 4450 mm                | 4450 mm                             |
| Achsstand Drehgestell             | 2500 mm                             | 1800 mm                | 2500 mm                             |
| Gleitschutz                       | ja                                  | ja                     | ja                                  |
| Schleuderschutz                   | ja                                  | nein                   | ja                                  |
| Kraftstofftank                    | 800 l                               | –                      | je 800 l                            |
| Drehgestell- mittenabstand        | 14 500 mm                           | 12 400 mm              | 14 500 mm                           |
| Raddurchmesser neu/benutzt        | 890/840 mm                          | 920/840 mm             | 890/840 mm                          |
| Bremse                            | 2 innenbelüftete Scheiben pro Achse | Kunststoffsohlen Jurid | 2 innenbelüftete Scheiben pro Achse |
| Dienstgewicht                     | 62,3 t                              | 40,8 t                 | 60,0 t                              |
| Zuladung                          | 10 t                                | ca. 52 m³              | 12 t                                |
| Gewicht total                     | 72 t                                | 90 t                   | 72 t                                |

## Fahrzeug
Der LRZ 04 wurde auf Basis des Windhoff MPV konstruiert. Er ist die Kombination aus einem Löschzug, bestehend aus einem Gerätefahrzeug und einem Tanklöschwagen sowie einem Rettungszug, bestehend aus zwei Rettungsfahrzeugen. Der Zug ist mit dem Zugsicherungssystem Signum INTEGRA und ETCS Level 2 ausgestattet.

### Gerätefahrzeug

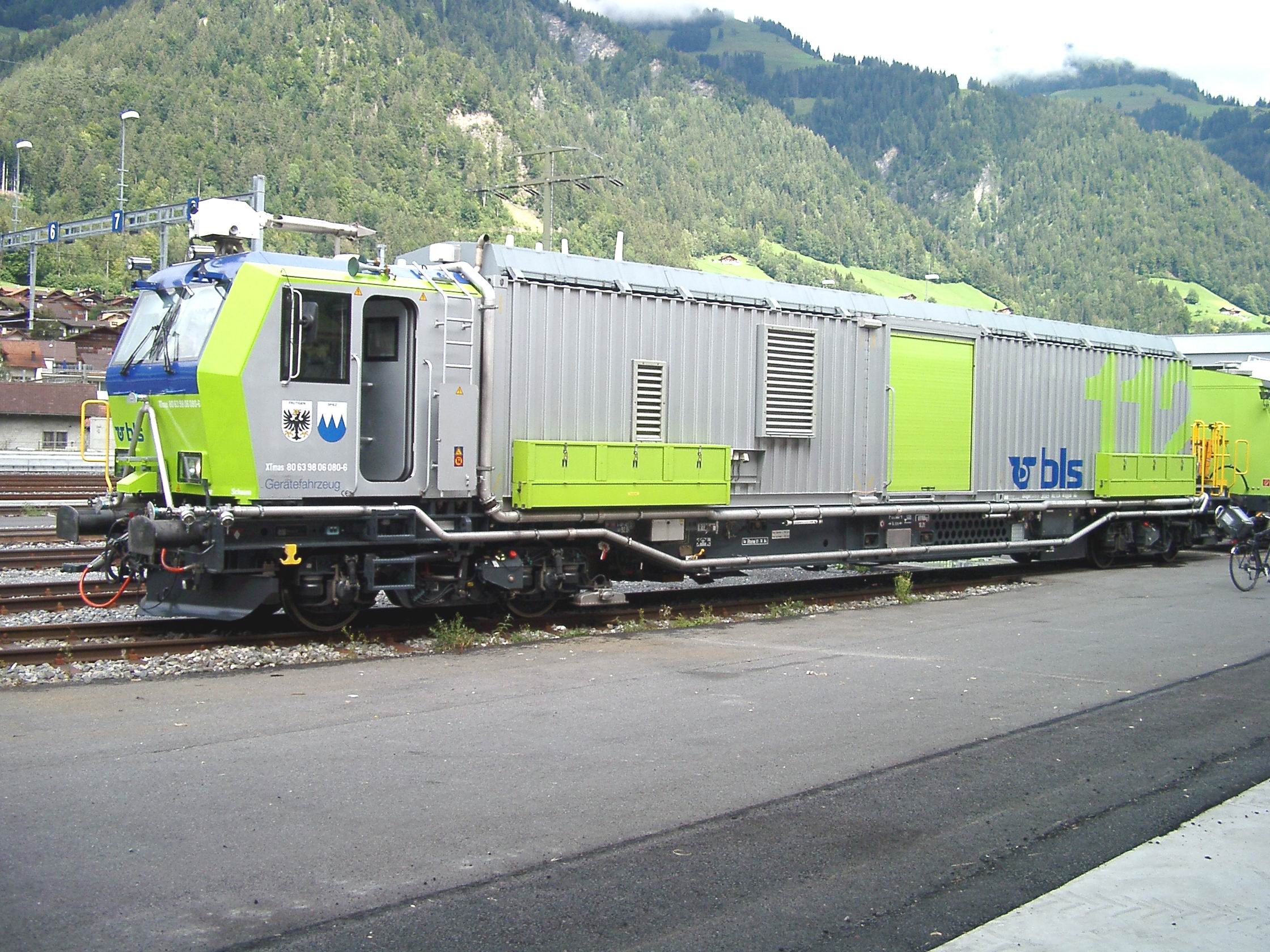
Das Gerätefahrzeug

Das Gerätefahrzeug ist eine selbstfahrende Einheit mit einseitig aufgebauter Führerstandskabine, die von der Windhoff GmbH hergestellt wurde. Teile der Ausrüstung stammen von Dräger Safety AG & Co. KGaA und der Windhoff GmbH und Vogt AG (Feuerlöschtechnik).
Die Führerstandskabine ist eine druckdichte Kabine für den Lokführer, einen Funker und einen Maschinisten der Feuerlöschtechnik. Eine Wärmebildkamera lässt sich von aussen vor den Zug montieren; auf einen Monitor neben dem Führerstand wird das Bild für den Lokführer übertragen, um im dichten Rauch fahren zu können.
Diverse Kommunikationseinrichtungen ermöglichen den Funkverkehr mit Einheiten des Lösch- und Rettungszuges, der Feuerwehr, dem Rettungsdienst, dem Zugfunk, Organisationsfunk der BLS AG und dem Telefonnetz.
Das Arbeitsmodul I / Maschinenraum 20′ beinhaltet einen Stromerzeuger sowie einen Druckluftkompressor, das Arbeitsmodul II / Geräteraum 30′ diverses Lösch- und Rettungsgerät.
Die Feuerlöschanlage verfügt über Abgabearmaturen für Wasser und Schaum.

### Tanklöschwagen

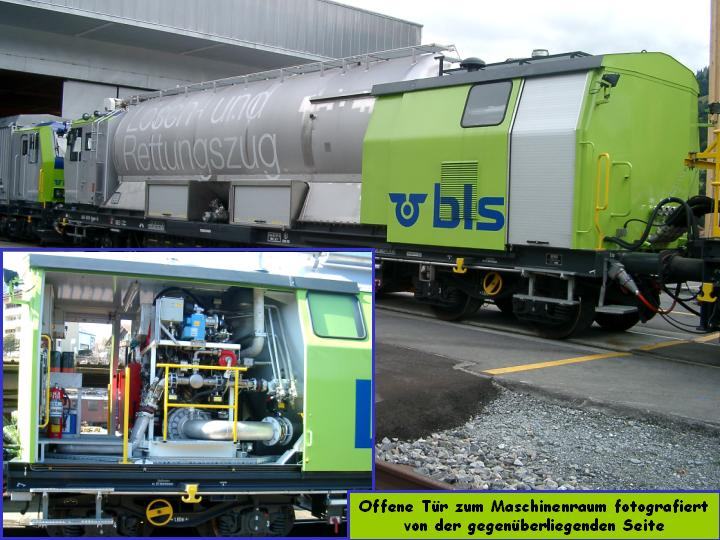
Der Tanklöschwagen mit Maschinenraum

Der Tanklöschwagen ist ein nicht angetriebener Wagen mit Bremsausstattung zum Kuppeln an ein Zugfahrzeug, mit einseitig aufgebauter Führerstandskabine zum Steuern eines angekuppelten Antriebsfahrzeuges, welches stets das Gerätefahrzeug ist. Gerätefahrzeug und Tanklöschwagen werden nur zu Unterhaltszwecken getrennt. Als Hersteller fungierten die Josef Meyer AG (Fahrzeug), die Windhoff GmbH (Führerkabine), die Dräger Safety AG (Atemluftanlage) und die Vogt AG (Feuerlöschtechnik).
Die Führerstandskabine und die Kommunikationseinrichtung entsprechen denen des Gerätefahrzeuges.
Der Maschinenraum beinhaltet neben einem 6-Zylinder-Dieselmotor (232 kW) auch die Aggregate zur Wasser- und Schaumabgabe der mitgeführten 52000 Liter Wasser, 1600 Liter Schaummittel und 100 Liter Druckluftschaum.
Zusätzlich wird verschiedenstes Feuerwehrmaterial (mobiler Wasser-/Schaumwerfer, Schlauchmaterial, Strahlrohre etc.) mitgeführt.
Die eingebaute Feuerlöschanlage verfügt über Behälter und, wie beim Gerätefahrzeug, über Abgabearmaturen zur direkten Abgabe für Wasser und Schaum.

### Rettungsfahrzeuge

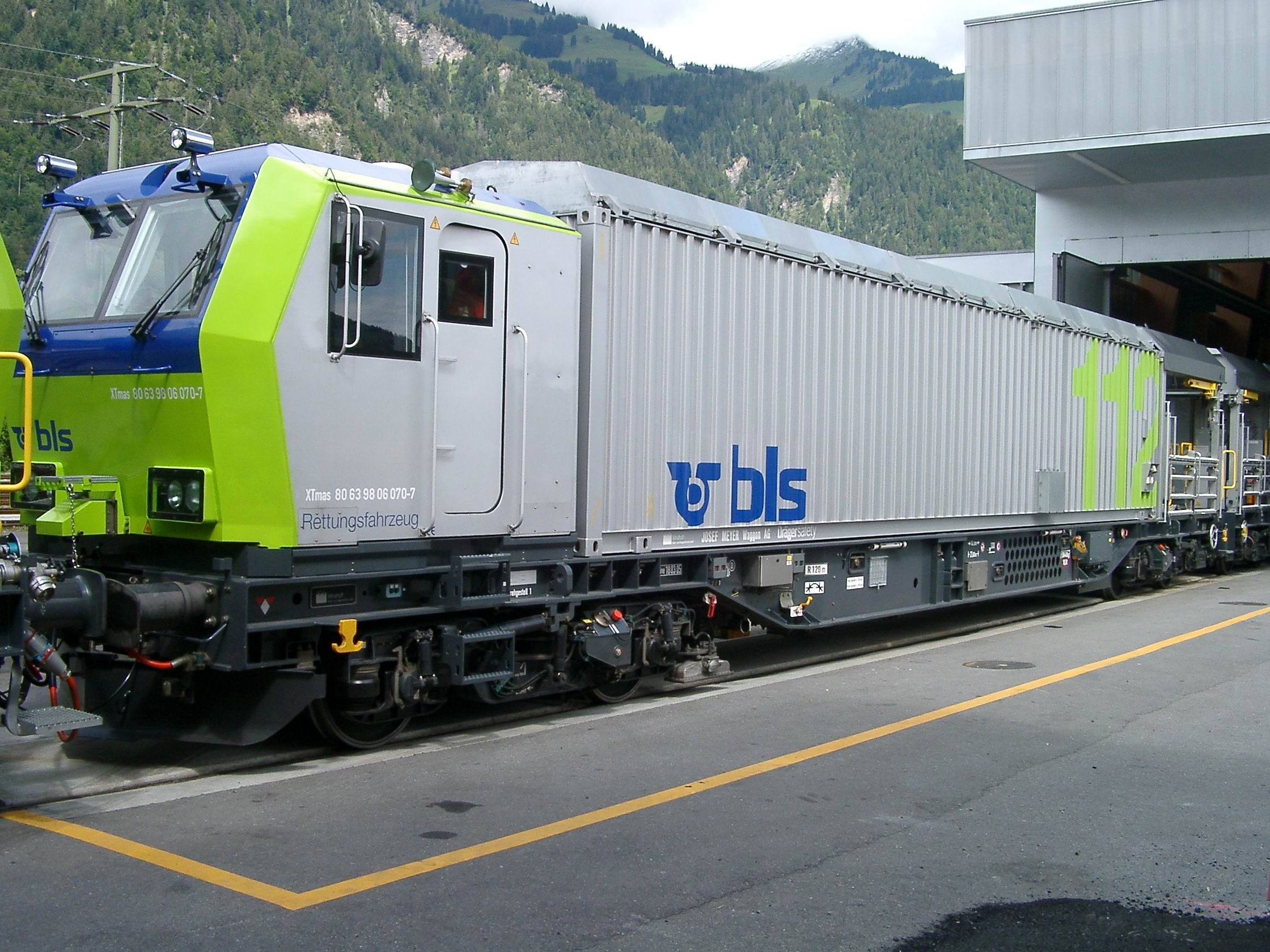
Das Rettungsfahrzeug I (Rettungsfahrzeug II steht nicht sichtbar in der Halle)

Die Rettungsfahrzeuge sind selbstfahrende Einheiten mit einseitig angebauter Führerstandskabine und einer Rettungsplattform an der gegenüberliegenden Seite. Die beiden Fahrzeuge sind an den Plattformen zusammengekuppelt. Der Übergang von einer zur anderen Plattform ist über eine Brücke möglich.
Hersteller sind die Windhoff GmbH (Basisfahrzeug) und die Dräger Safety AG (Rettungscontainer, Atemluftanlage).
Die beiden Führerstandskabinen entsprechen denen des Gerätefahrzeugs und des Tanklöschwagens, haben aber keinerlei Feuerlöschtechnik.
Die Kommunikationseinrichtungen entsprechen denen des Gerätefahrzeuges.

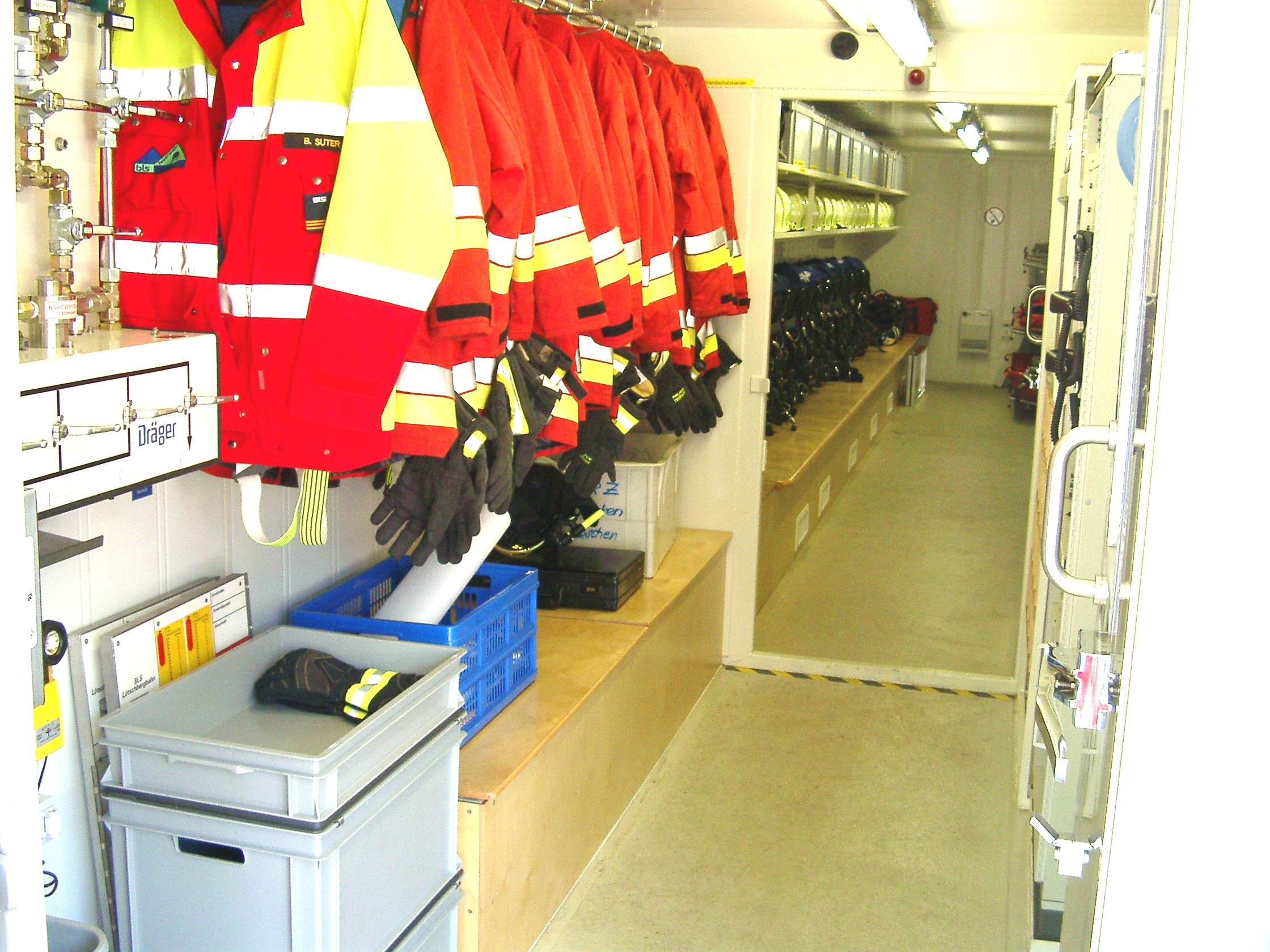
Innenansicht des Rettungsfahrzeuges II

Die Rettungscontainer haben je einen umluftunabhängigen Hauptraum mit Überdruck, der durch einen Schleusenraum zugänglich ist und Platz für 60 Personen (sitzend/stehend) oder 40 Personen (sitzend/stehend) und 9 Personen (liegend) bietet. Dazu kommen Gerätschaften zum Einsatz unter Atemschutz und zur Rettung und Versorgung betroffener Personen.